# بکنتون (جورجیا)
بکنتون، جورجیا (به انگلیسی: Baconton, Georgia) یک شهر در ایالات متحده آمریکا با جمعیت ۹۱۵ نفر است که در جورجیا واقع شده‌است.

## موقعیت جغرافیایی
موقعیت جغرافیایی شهرها و مناطق اطراف به شرح زیر است: